# Jelonek (jezioro w Borach Tucholskich)
Jelonek – jezioro przepływowe o powierzchni 21,4 ha, położone w Borach Tucholskich, w powiecie starogardzkim, województwa pomorskiego. Akwen jeziora jest połączony wąską strugą z dorzeczem rzeki Wdy.